# Reading Merchants
I Reading Merchants sono stati una franchigia di pallacanestro della EPBL, con sede a Reading, in Pennsylvania, attivi tra il 1946 e il 1952.
Nacquero nel 1946 come Reading Keys. Dopo tre stagioni, con un titolo nel 1948, cambiarono nome in Reading Rangers. Nel 1951 assunsero la denominazione di Reading Merchants. Scomparvero dopo il campionato 1951-52.

## Stagioni
| Stagione | Lega | Denominazione     | V  | P  | %    | Piazzamento | Play-off   |
| -------- | ---- | ----------------- | -- | -- | ---- | ----------- | ---------- |
| 1946-47  | EPBL | Reading Keys      | 15 | 13 | 53,6 | 3º          | Semifinale |
| 1947-48  | EPBL | Reading Keys      | 19 | 9  | 67,9 | 1º          | Campioni   |
| 1948-49  | EPBL | Reading Keys      | 18 | 12 | 60,0 | 2º          | Semifinale |
| 1949-50  | EPBL | Reading Rangers   | 7  | 18 | 28,0 | 4º          | -          |
| 1950-51  | EPBL | Reading Rangers   | 8  | 20 | 40,0 | 4º          | -          |
| 1951-52  | EPBL | Reading Merchants | 11 | 17 | 39,3 | 5º          | -          |